# Ella Adaïewsky

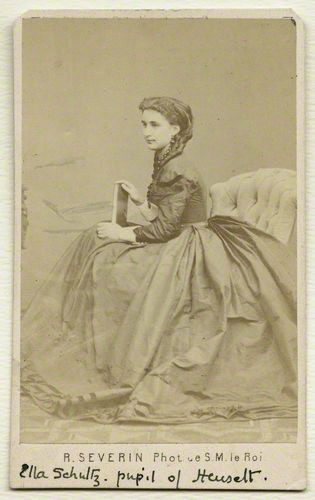
Elisabeth von Schultz-Adaïewsky, fotografiert von Robert Severin

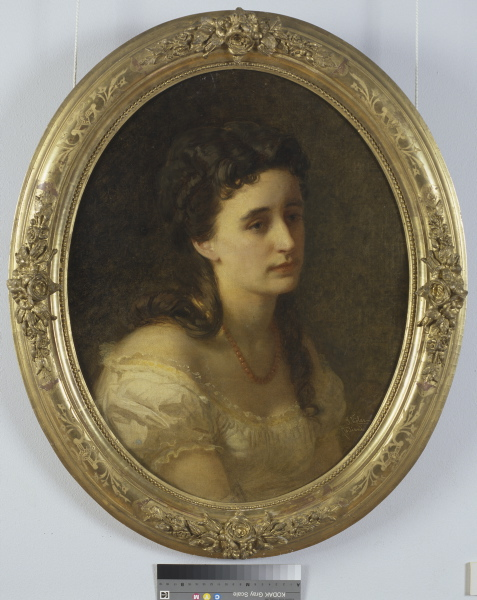
Ella Adaïewsky, Porträt von Johann Köler

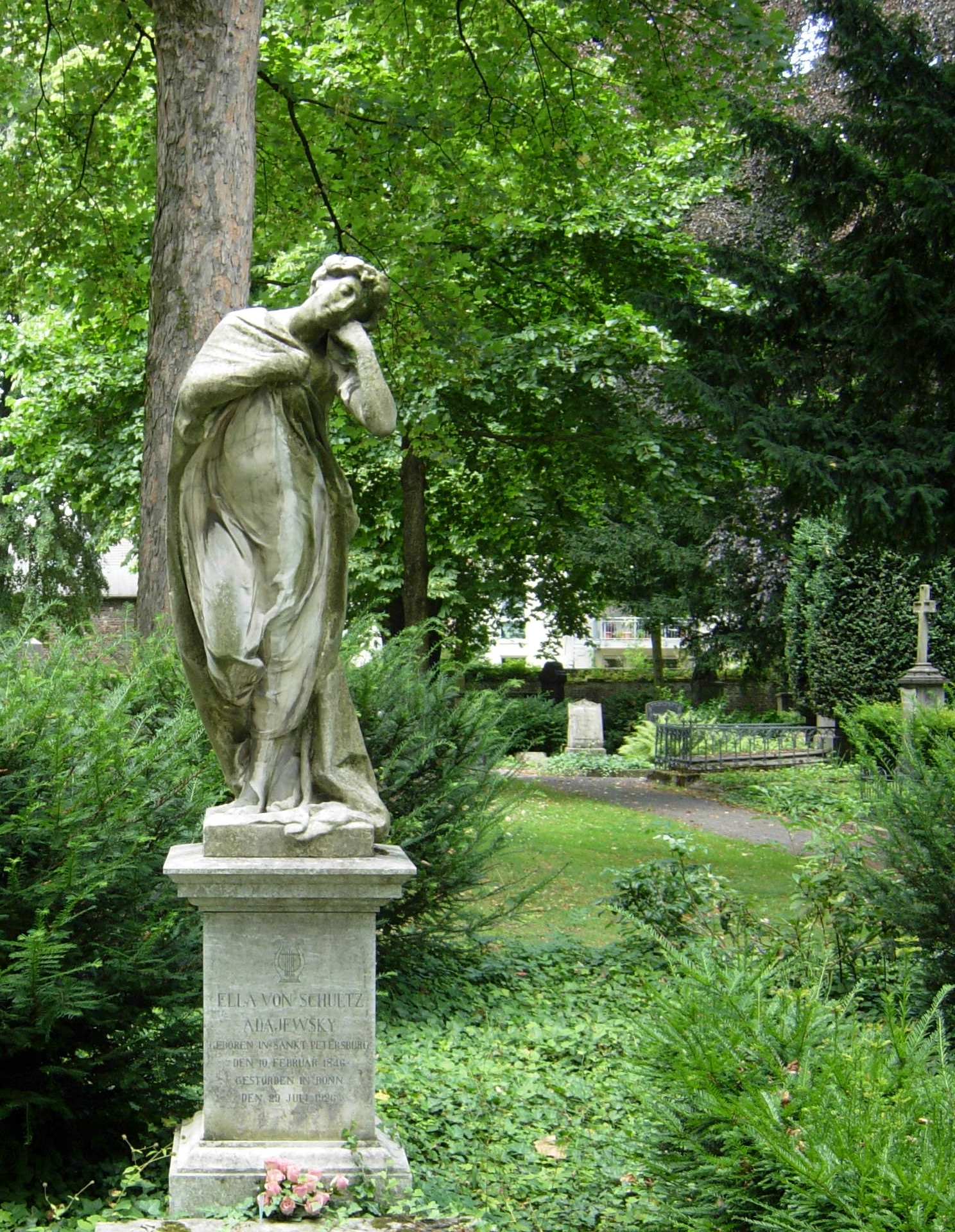
Ella Adaïewskys Grabfigur von Dal Zotto

Ella Adaïewsky (russisch Элла Георгиевна Адаевская, deutsche Transkription Ella Georgijewna Adajewskaja, geboren als Elisabeth von Schultz, später auch Elisabeth von Schultz-Adaïewsky, Pseudonym: Bertramin; * 10. Februarjul. / 22. Februar 1846greg. in Sankt Petersburg; † 26. Juli 1926 in Bonn) war eine deutschbaltische Pianistin und Komponistin. Sie wirkte als Konzertpianistin, komponierte unter anderem Opern, Lieder und kirchenmusikalische Werke und beschäftigte sich in musikethnologischen Studien mit der italienischen Volksmusik sowie der Musik der Antike.

## Leben
Ella Adaïewsky wurde als Elisabeth von Schultz in eine deutschbaltische Familie in Sankt Petersburg geboren. Ihr Vater, der Arzt und Schriftsteller Georg Julius von Schultz (Pseudonym Dr. Bertram), war in literarischen Kreisen des baltischen Adels aktiv. Ihre Mutter Theodora, eine Schülerin Adolf Henselts, unterrichtete Klavier und gab ihrer Tochter den ersten Musikunterricht. Adaïewsky studierte zunächst in Sankt Petersburg bei Adolf Henselt und Nicolas von Martinoff (1813–1864). Zwischen 1857 und 1859 setzte sie ihre Ausbildung in Eisenach und Weimar fort, wo sie Unterricht bei Martha von Sabinin und Franz Liszt erhielt. Ab 1864 besuchte sie das Sankt Petersburger Konservatorium. Dort studierte sie Klavier bei Alexander Dreyschock, Musikgeschichte bei Alexander Faminzyn, Komposition bei Nikolai Saremba, Musiktheorie bei Ignaz Vojáček und Instrumentation bei Anton Rubinstein. 
In den folgenden Jahrzehnten unternahm sie ausgedehnte Konzertreisen als Pianistin. 1882 ließ sie sich mit ihrer jüngsten Schwester Pauline Geiger (1851–1934) und deren drei Kindern in Venedig nieder. Im Jahr 1909 folgte sie einer Einladung der Freifrau Franziska von Loë und zog in das Segenhaus von Schloss Monrepos bei Neuwied. Während des Ersten Weltkriegs nahm sie aus Sicherheitsgründen wieder ihren Geburtsnamen von Schultz an, um nicht als russische Spionin zu gelten.
Ella Adaïewsky starb 1926 in Bonn. Ihr Grab befindet sich auf dem Alten Friedhof der Stadt. Die Grabfigur schuf der italienische Bildhauer Antonio Dal Zotto; gestiftet wurde sie von ihrem Neffen, dem österreichischen Schriftsteller Benno Geiger.

## Werke (Auswahl)
Ella Adaïewsky schrieb Klavierkonzerte und Vokalmusik, darunter Chöre für den russisch-orthodoxen Gottesdienst, und zwei Opern. Darüber hinaus gab sie eine Sammlung italienischer Tanzlieder heraus und veröffentlichte musikethnologische Studien zur Volksmusik sowie zur Musik des antiken Griechenlands. Ihre Oper Morgenröte der Freiheit, die sie 1877 dem Zaren Alexander II. widmete, wurde von der zaristischen Zensur verboten und blieb unaufgeführt.

### Bühnenwerke
- Die Tochter des Bojaren, Oper, 1873 Nach einem Sujet von Rudolf Minzloff zum Libretto verarbeitet von Felix Savara und F. Höllrigl.[Digitalisat 1]
- Morgenröte der Freiheit, (Заря свободы),  Volksoper in vier Akten, Alexander II. gewidmet, 1877. Die Handlung beginnt 1762, dem Jahr des Regierungsbeginns der Zarin Katharina II. Die Situation der Leibeigenen wird thematisiert.[3] Klavierauszug beim Musikverlag Burau OCLC 936192483

### Vokalwerke mit Instrumentalbegleitung
- Weihnachtskantate, 1868,  nach dem Autograf bearbeitet und herausgegeben von Denis Lomtev, BMV Verlag Robert Burau, 2018
- Hymne an die Muse und Griechischer Chortanz für Alt-Solo, zweistimmigen Frauenchor und Instrumentalensemble, Text nach Dionysios von Halikarnassos, 1917 OCLC 865065383 Moderne Ausgabe von Denis Lomtev, Musikverlag Burau ISMN 9790-50137-033-7 (Suche im DNB-Portal)
- Neuer Frühling, Fassung für Singstimme und Streichquartett ISMN 9790-50137-034-4 (Suche im DNB-Portal)
- La Serenata für Singstimme, Violine, Violoncello und Klavier ISMN 9790-50137-034-4 (Suche im DNB-Portal)

### Werke für Singstimme und Klavier
- Estnisches Wiegenlied, Ausgabe für eine Singstimme und Klavierbegleitung
  - Ausgabe für Violine und Klavier
- Fata Morgana für eine Singstimme mit Begleitung des Pianoforte, Text:  Alexander von Smolian OCLC 836629267
- Herbstmond für eine Singstimme mit Begleitung des Pianoforte, Text: Friedrich Dolores von Wymetal, C. Kahnt, Leipzig, 1903 OCLC 836629406
- Lethe, Lied für Gesang mit Klavierbegleitung, Text: Nikolaus Lenau OCLC 313746468
- Neuer Frühling, Fassung für Singstimme und Klavier ISMN 9790-50137-034-4 (Suche im DNB-Portal)
- 24 Präludien für Singstimme und Klavier, Text: Benno Geiger, 1903–1907, 2009 eingespielt von der Sopranistin Claudia Grimaz und der Pianistin Andrea Rucli und 2011 beim Label Genova Dynamic als CD veröffentlicht OCLC 837760928
- Trois Rondels in altfranzösischer Sprache für Gesang und Klavier, Text: Charles de Valois, duc d’Orléans; Ricordi & Co., Mailand, I Dieu, qu’il lá fait bon regardes II Le tems a laissé son manteau III Allez Vous en, allez, allez, 1995 eingespielt von der Camerata Tallinn und der Mezzosopranistin Leili Tammel auf der CD Kammermusik aus dem Baltikum beim Label Bella Musica
- Ausgewählte Lieder für Singstimme und Klavier, Musikverlag Burau, 2013,  I Vöglein, wohin so schnell? II Kindesauge III Chinesisches Liebeslied IV An den Wind V Blick in den Strom VI Perché mi guardi? VII De triste cœur
- Lieder und Duette, Breitkopf & Härtel, Leipzig
  - Heft I: I Warum sagt er es nicht ? II Sonnenuntergang III Du weißt es nicht !
  - Heft II: IV Chanson Rococo V Toujours l’aimer
  - Heft III: VI Das Lied an den Bach VII Der süße Schlaf

### Kammermusik
- Estnisches Wiegenlied, Ausgabe für Violine und Klavier
- Sonata Greca [Griechische Sonate] für Klarinette oder Violine und Klavier, Otto Neitzel gewidmet, 1880, Erstveröffentlichung 1913 bei Tischer & Jagenberg in Köln, Digitalisat beim IMSLP I Proëmion II Partie métabolique

### Klaviermusik
- Ausgewählte Werke für Klavier zu zwei Händen, Musikverlag Burau, 2013 OCLC 840004631 I Onde del Lido II Schmetterlings Sehnsuchtstraum III Triste et tendre

- Air rococo avec doubles, Variationen in musikalischen Silhouettenformen für Klavier zu zwei Händen, Tischer & Jagenberg in Köln OCLC 900535673
- Chanson Rococo et Doubles, Variationen in musikalischen Silhouettenformen für Klavier zu zwei Händen, herausgegeben nach dem Autograph von Denis Lomtev, Musikverlag Burau  ISMN 9790-50137-035-1 (Suche im DNB-Portal)
- Mon Espérance, Polka-Mazurka für Klavier, im Bestand der Russischen Staatsbibliothek
- Sarabande für Klavier, Ernst Challier, Gießen
- Schönheitszauber, Serenade für Klavier, Tischer & Jagenberg, Köln

### Sonstiges
- Un voyage à Résia : il manoscritto di Ella Adaïewsky del 1883 e la nascita dell'etnomusicologia in Europa, herausgegeben von Febo Guizzi, ins Italienische übersetzt von Giuseppe Frappa, Libreria Musicale Italiana, Lucca, 2012 (italienisch)

## Digitalisate
1. ↑  Die Tochter des Bojaren, Libretto als Digitalisat im Münchener Digitalisierungszentrum der Bayerischen Staatsbibliothek